# Can Carbó (Santa Cristina d'Aro)
Can Carbó és una masia de Santa Cristina d'Aro (Baix Empordà) inclosa a l'Inventari del Patrimoni Arquitectònic de Catalunya.

## Descripció
Masia de grans dimensions i estructura complexa de tipus basilical, amb cobertes a diferents nivells, a dues vessants i amb el carener perpendicular a la façana principal. És formada per tres naus allargades, cobertes amb voltes, que posteriorment es van subdividir per a formar diferents dependències. Conserva, en un dels angles, una garita com a únic element de fortificació. Totes les obertures són emmarcades amb pedra i els murs són arrebossats i emblanquinats.